# Abutilon grandifolium
Abutilon grandifolium är en malvaväxtart som först beskrevs av Carl Ludwig von Willdenow, och fick sitt nu gällande namn av Robert Sweet. Abutilon grandifolium ingår i släktet klockmalvor, och familjen malvaväxter. Inga underarter finns listade i Catalogue of Life.

## Bildgalleri

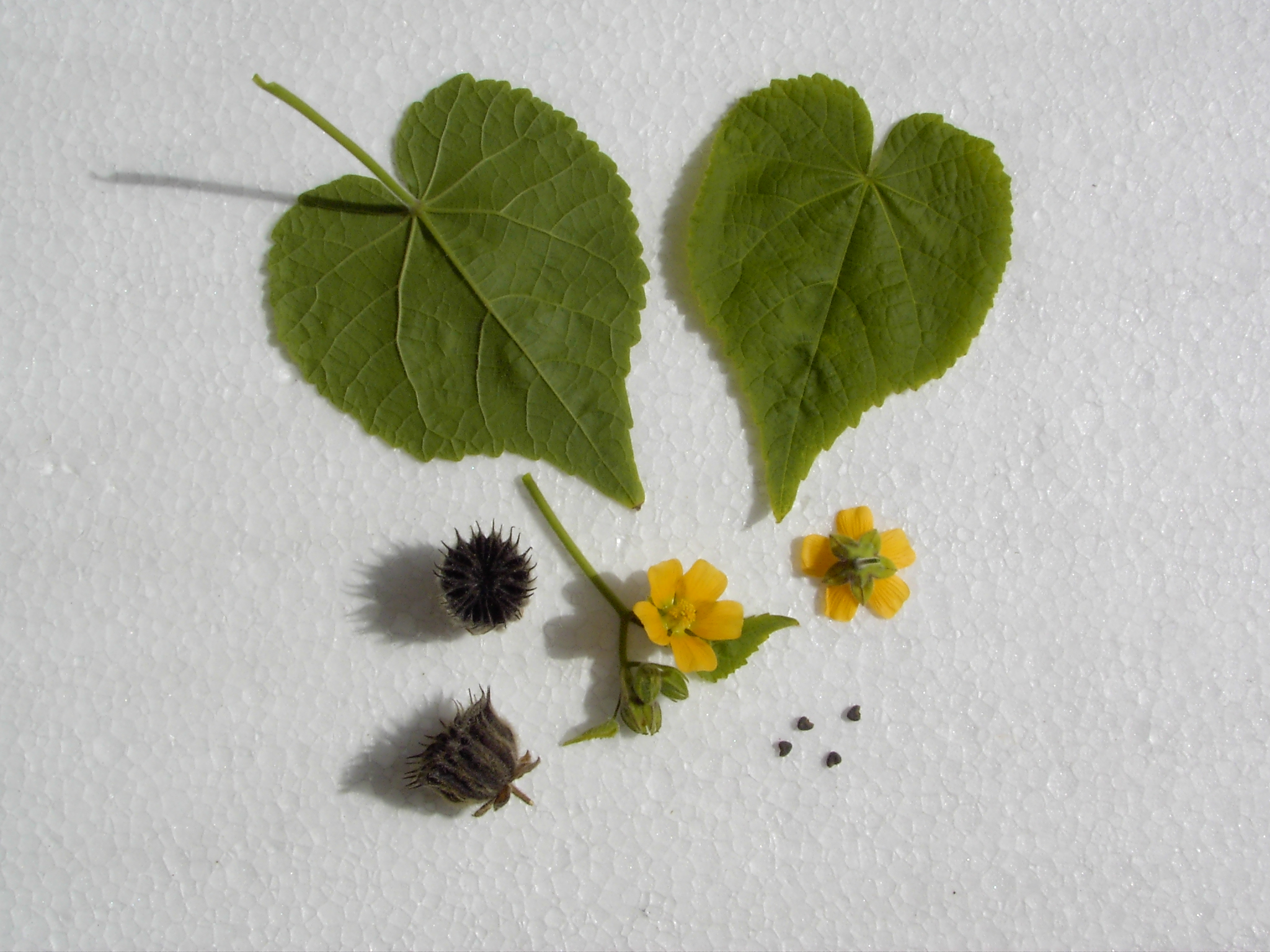
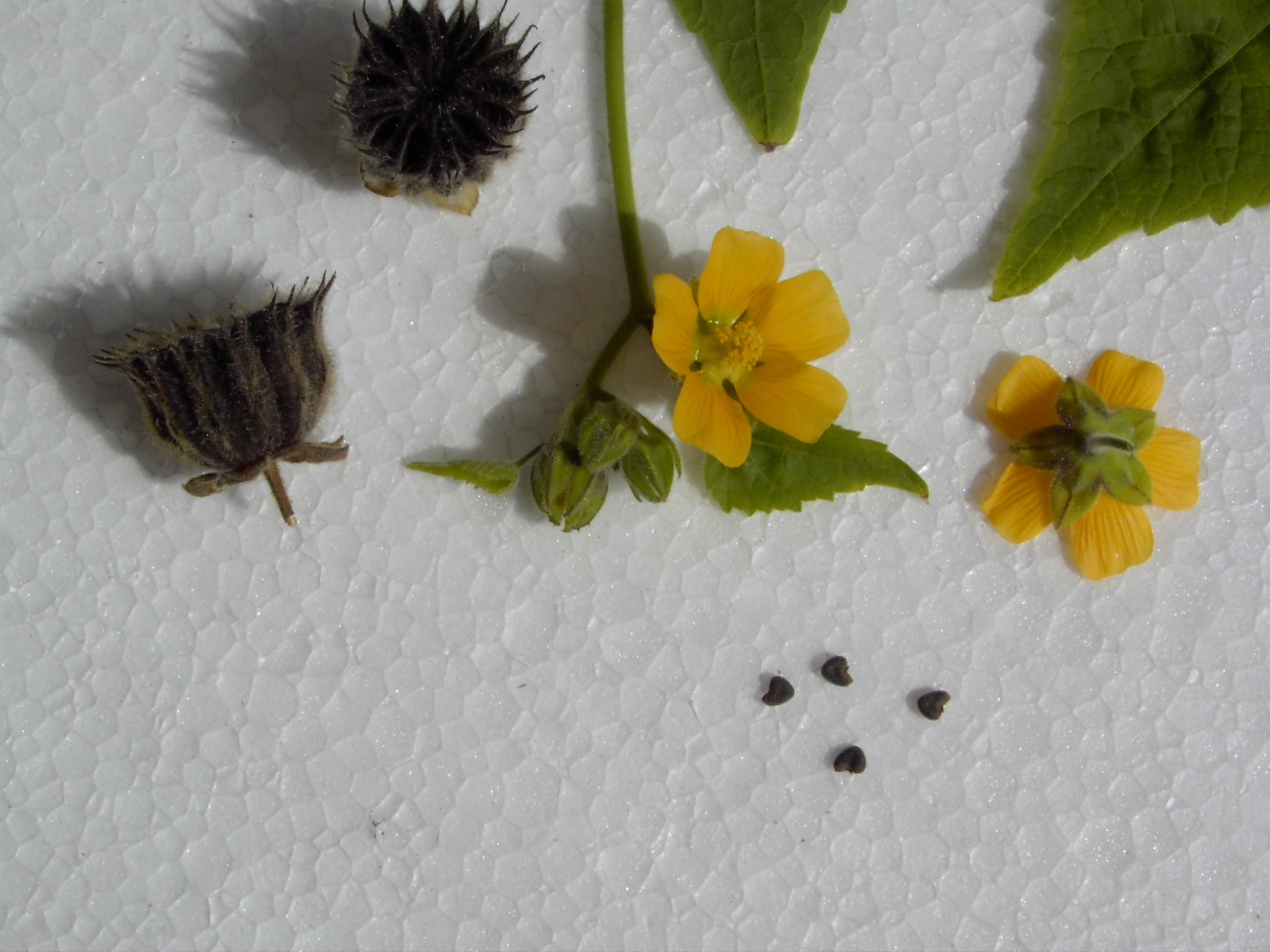
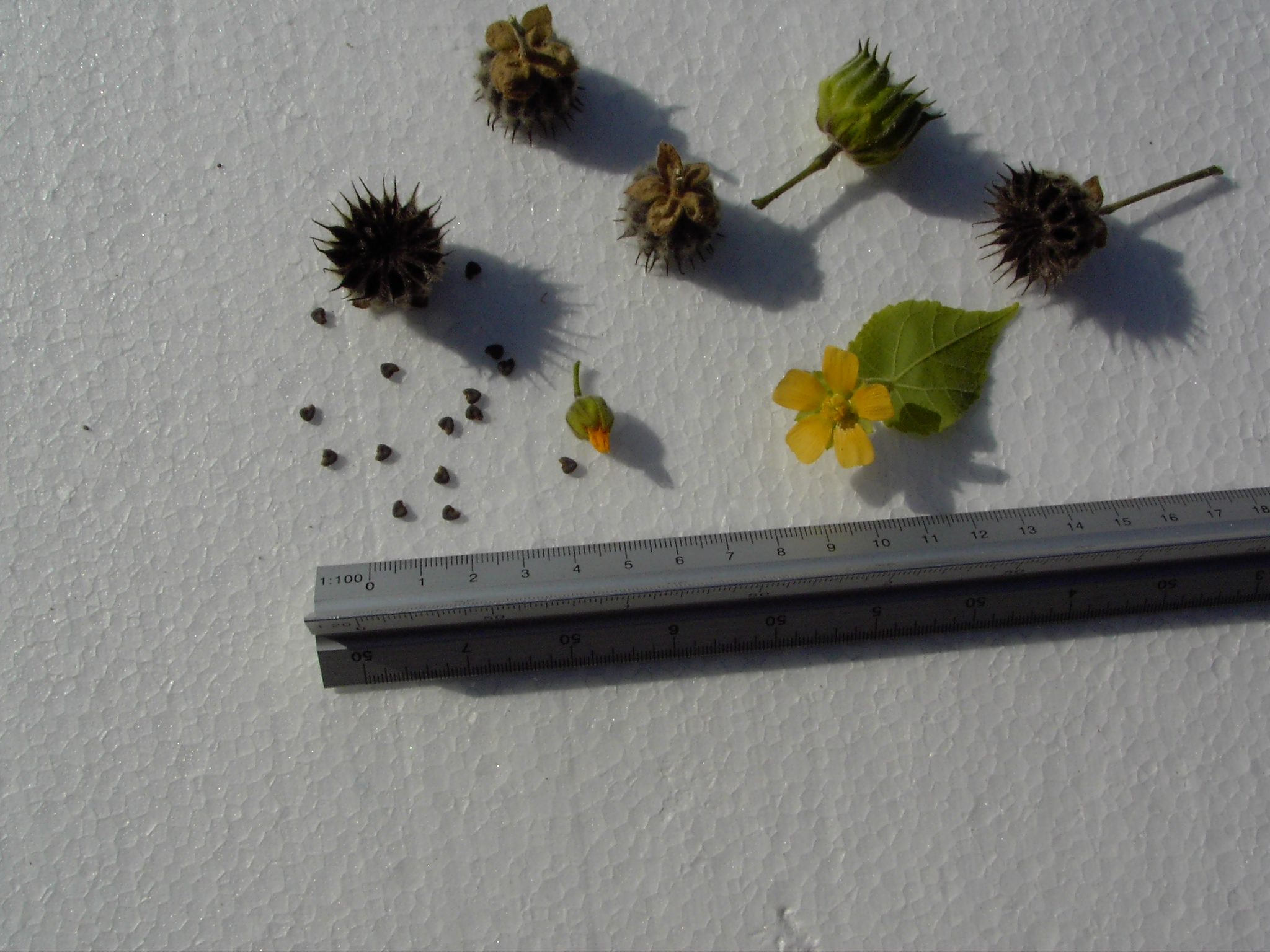
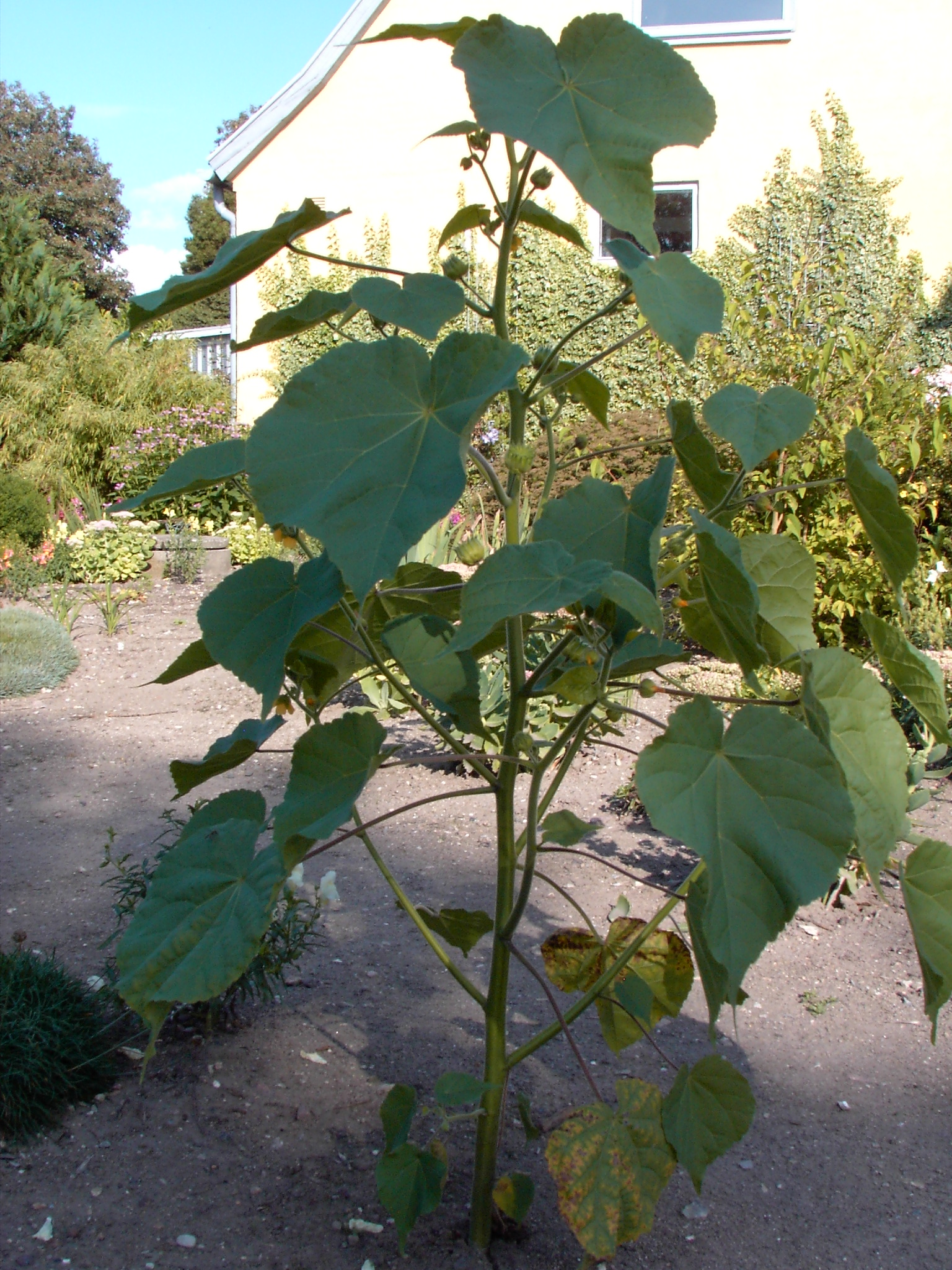
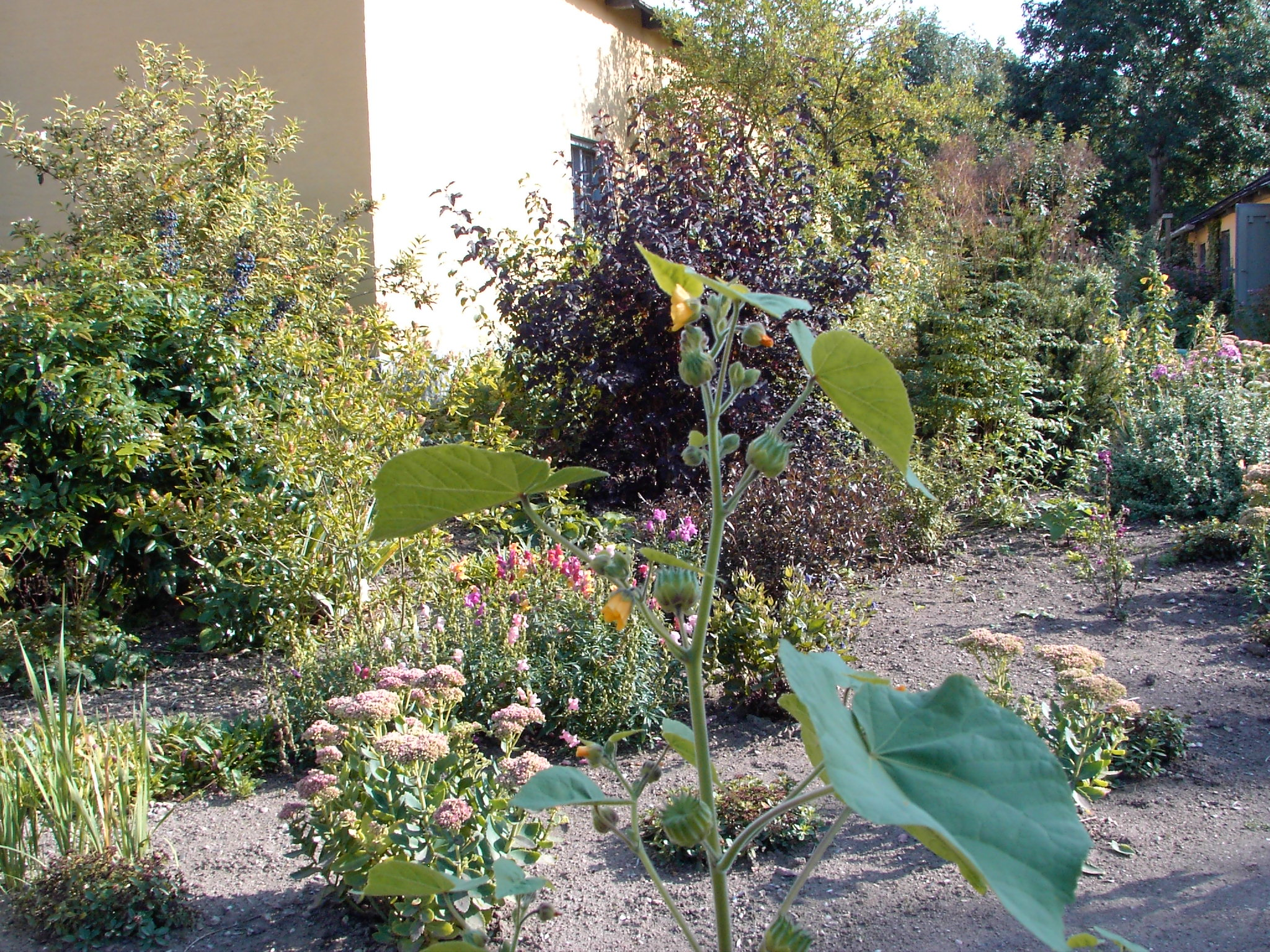
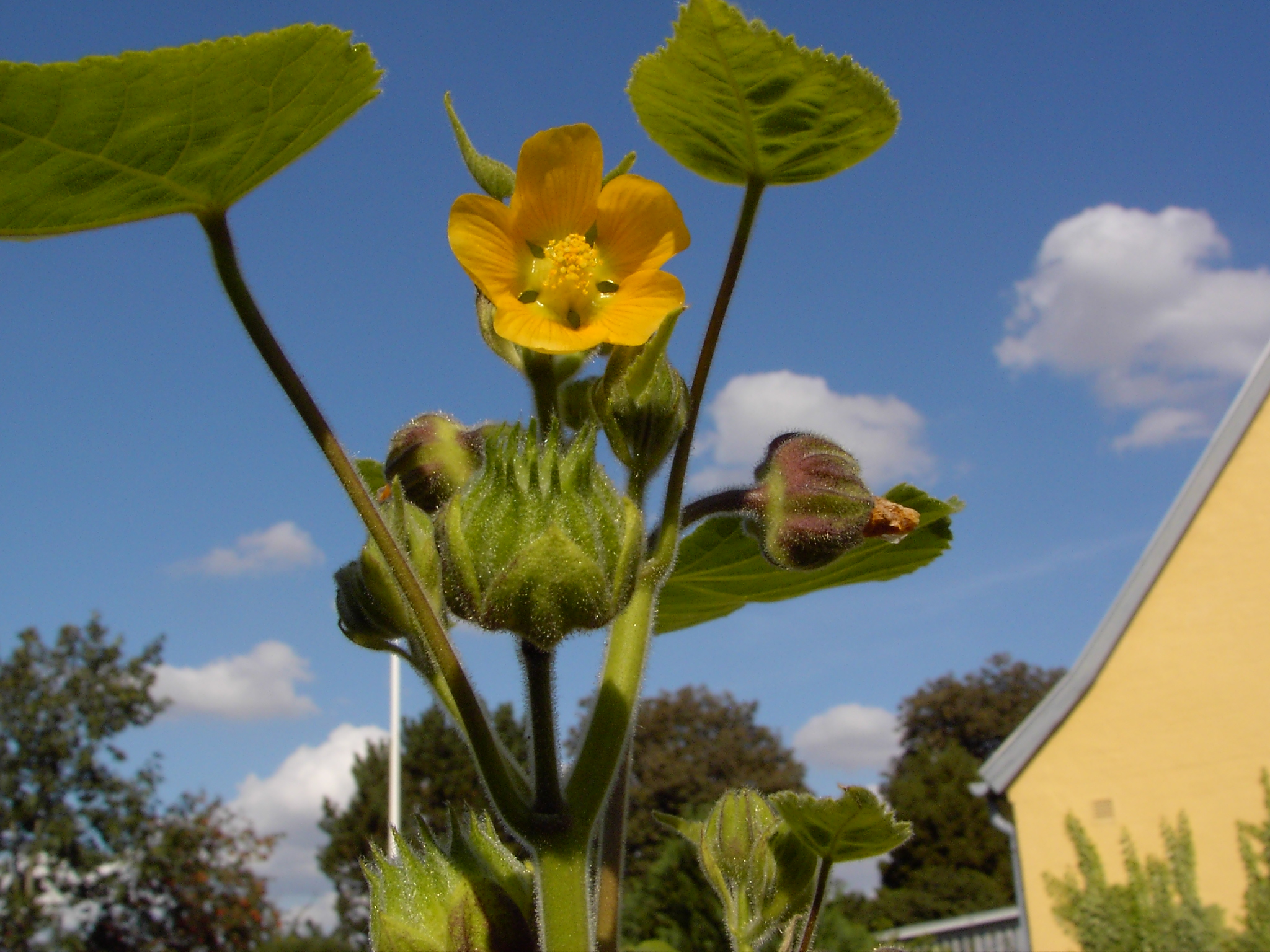